# La Gaubretière
La Gaubretière é uma comuna francesa na região administrativa da Pays de la Loire, no departamento de Vendéia. Estende-se por uma área de 30,33 km². Em 2010 a comuna tinha 3 151 habitantes (densidade: 103,9 hab./km²).